# Зброя відплати

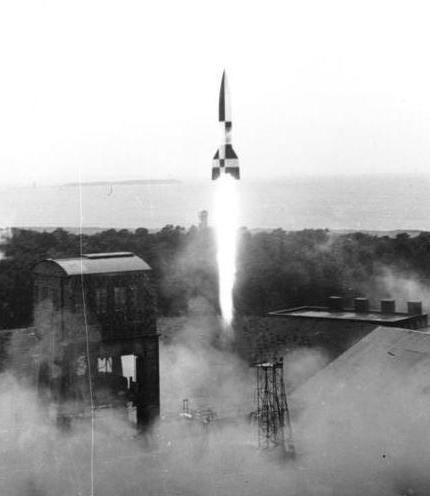
Запуск ракети V-2 в Пенемюнде

«Зброя відплати» (нім. Vergeltungswaffen або скорочено V-Waffen) — сукупна назва амбітних проєктів нацистської Німеччини зі створення зброї для бомбардування міст, як «відплати» за стратегічні бомбардування Союзників. До «зброї відплати» входили три проєкти, позначені літерою «фау»: крилата ракета V-1, балістична ракета V-2 та артилерійська система V-3.
Розроблення проєктів розпочалось наприкінці 1930-х, з 1942 року Адольф Гітлер зацікавився ними як потенційними знаряддями помсти. Масоване розгортання запланували на другу половину 1943 року, однак через виробничі проблеми та бомбардування воно розпочалось лише в середині червня 1944, невдовзі після початку Нормандської операції.
Ці збройні проєкти були новітніми технологіями, що випереджали свій час, а їхнє використання стало першим масовим застосуванням керованого ракетного озброєння. Втім, «зброя відплати» показала себе неефективно, оскільки технології того часу не дозволяли створення високоточної зброї й обмежували її застосування терором мирних мешканців. Програма витрачала величезні ресурси, порівнювані з Мангеттенським проєктом, при тому, що німецька економіка була в дуже скрутному становищі. Єдиним результатом застосування «зброї відплати» стало вбивство кількох тисяч цивільних мешканців у Лондоні та Антверпені, однак впливу на перебіг війни це не справило.

## Історія створення

### Програми розроблення до 1943
Зацікавлення ракетними двигунами в Німеччині з'явилось упродовж 1920-х. 1931 року Сухопутні війська (нім. Heer) заснували невеликий дослідницький центр під керівництвом Вальтера Дорнберґера, а крім того, фінансували й приватні розробки. 1932 року до програми долучився ентузіаст Вернер фон Браун, що пізніше став провідним розробником ракет у програмі Aggregat. 1933 року створено Aggregat 1 (A-1), а 1936 року ці роботи зацікавили війська, й розпочалось створення бойової балістичної ракети A-4 (майбутньої V-2). З 1938 року відбувалось розроблення та пробні запуски зменшених моделей на секретному полігоні Пенемюнде, розташованому на ізольованому півострові на балтійському узбережжі. Перша спроба запуску повнорозмірної ракети відбулась у березні 1942 року, однак завершилась невдачею. Успішним став лише четвертий запуск у жовтні 1942 року. Генерали вважали, що масований запуск ракет по Лондону досягне більшого успіху, ніж авіаудари 1940 року, й виведе Велику Британію з війни.
Пульсуючі повітряно-реактивні двигуни (ПуПРД) в Німеччині розробляли з 1927—1928 року під керівництвом Пауля Шмідта, а 1934 року він припустив, що такі двигуни можуть бути корисні для «повітряних торпед». Тоді ця ідея не набула розвитку. Райхсміністерство авіації зацікавилось реактивними двигунами 1938 року й доручило компанії «Арґус» втілити конструкцію Шмідта. Програма зі створення стратегічного бомбардувальника зазнавала труднощів, і виникали сумніви в тому, що такий літак узагалі з'явиться, тому в Люфтваффе вирішили створити власну ракетну програму, конкурентну з армійськими Aggregat. Замість балістичної ракети вони обрали крилату ракету, запропоновану компанією «Фізелер». Ця система (майбутня V-1) мала виробничу назву Fi-103, а в Люфтваффе її назвали Flakzielgerät 76 (скор. FZG 76), що означало повітряну мішень, як-от FZG-43. На противагу A-4 ця ракета мала бути дешева, з простим двигуном і планером, який міг би виготовляти будь-який авіаційний виробник. Наприкінці 1941 року інженери представили перші проєкти, 19 червня 1942 програму офіційно схвалили, й у грудні 1942 відбувся перший успішний політ прототипа на полігоні Пенемюнде.
Після захоплення Франції 1940 року Вермахт розмістив далекобійну артилерію біля Па-де-Кале для підтримки запланованого десанту у Великій Британії (план «Зеелеве»). Втім, ця артилерія добивала лише до прибережних міст, як Дувр. 1942 року проведено випробування 280-мм залізничної гармати K 5(E) з активно-реактивними снарядами, але дослід завершився розривом ствола через надмірний метальний заряд. Увагу військових привернули розробка компанії «Рехлінг», яка називалась «Гохдрукпумпе» (нім. Hochdruckpumpe (HDP) — «помпа високого тиску») або «Таузенфюслер» (нім. Tausenfüßler — «багатоніжка»), що являла собою 127-мм ствол зі значною кількістю додаткових камор з метальними зарядами, розташованих уздовж ствола. Ця гармата пізніше стала знана як V-3. Початково збудували 20-мм прототип у Мендзиздроє, а в жовтні 1943 в Гіллерслебені завершили будівництво повнорозмірного зразка.

### «Відплата»

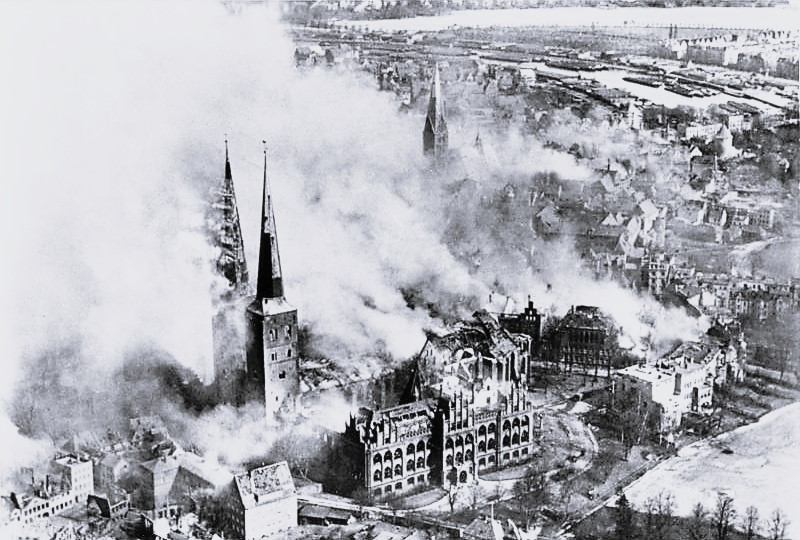
Кафедральний собор Любека, що горить після бомбардувань (1942)

Філософію «зброї відплати» пов'язують з прагненням Адольфа Гітлера до помсти Великій Британії після бомбардування Любека Королівськими повітряними силами в ніч проти 29 березня 1942 року Цей наліт на невелике балтійське місто відбувся невдовзі після дозволу на удари по цивільних цілях та вперше продемонстрував здатність британців спустошувати німецькі міста сконцентрованим застосуванням сотень бомбардувальників. Було зруйновано чи пошкоджено близько 30 % забудованої площі міста, вбито понад 300 й поранено майже 1000 цивільних мешканців.
Зі зростанням британських, а пізніше й американських бомбардувань, зростало й прагнення до помсти з боку військового керівництва і громадськості. 9 березня 1943 року Гітлер сказав райхсміністру освіти й пропаганди Йозефу Ґеббельсу, що «британський терор отримає відповідь у вигляді терору з нашого боку». Справи в повітряній війні, однак, ішли дуже погано: якщо впродовж 1939—1940 Люфтваффе були потужною ударною силою й завдавали бомбардувань по Лондону (кампанія «Бліц»), то наприкінці 1942 вони вже були нездатні до агресивних дій і не могли повністю впоратись із протиповітряною обороною. Єдиною потенційною можливістю атакувати Лондон залишалось ракетне озброєння.
Станом на початок 1943 року всі три системи поступово набували працездатного стану. 26 травня 1943 на вимогу Гітлера проведено порівняльні випробування A-4 та FZG-76, за результатами яких комісія рекомендувала обидві системи до виробництва: FZG-76 вважали вразливою для перехоплення, однак дешевою, тоді як A-4 не підлягала перехопленню, проте була дорога та складна в застосуванні. На той час успіхи Вермахту на полі бою згасали, після Курської битви німці остаточно втратили стратегічну ініціативу. Гітлер та деякі вищі офіцери вважали, що новітні розробки можуть докорінно змінити хід війни.
Назва «Зброя відплати» (нім. Vergeltungswaffe) була вперше застосована Райхсміністерством пропаганди для опису V-1 в радіоефірах 23 червня 1944, а 4 липня Гітлер зробив цю назву офіційною. Пропаганда сподівалась, що промовиста назва підійматиме моральний дух німців.

### Інші збройні програми
Програми майбутніх V-1, V-2 та V-3 були не єдиними проєктами зі створення «суперозброєння» в Німеччині, однак інші розробки не отримували індексів Vergeltungswaffe. Наприклад, у Німеччині створили супергармати Karl і Dora, новітні на свій час крилаті бомби Hs 293 та Fritz X, реактивні винищувачі Me 163 і Me 262. Німецькі інженери розробили одні з перших в історії керованих ракет (хоч і експериментальних), як то зенітні Schmetterling, Wasserfall, Rheintochter і протитанкові X7 Rotkäppchen. Також Німеччина мала власну програму створення ядерної зброї, але вона не була успішною.

## Опис і застосування зброї
Військова операція з застосування «зброї відплати» називалась «Айсбер» (нім. Eisbär — «полярний ведмідь»). Вона мала розпочатись 1 грудня 1943 року, проте через проблеми з виробництвом і розгортанням зброї фактично стартувала 12-13 червня 1944 року, коли союзники вже кілька місяців знали про програму та активно завдавали ударів по її ключових об'єктах.

### V-1

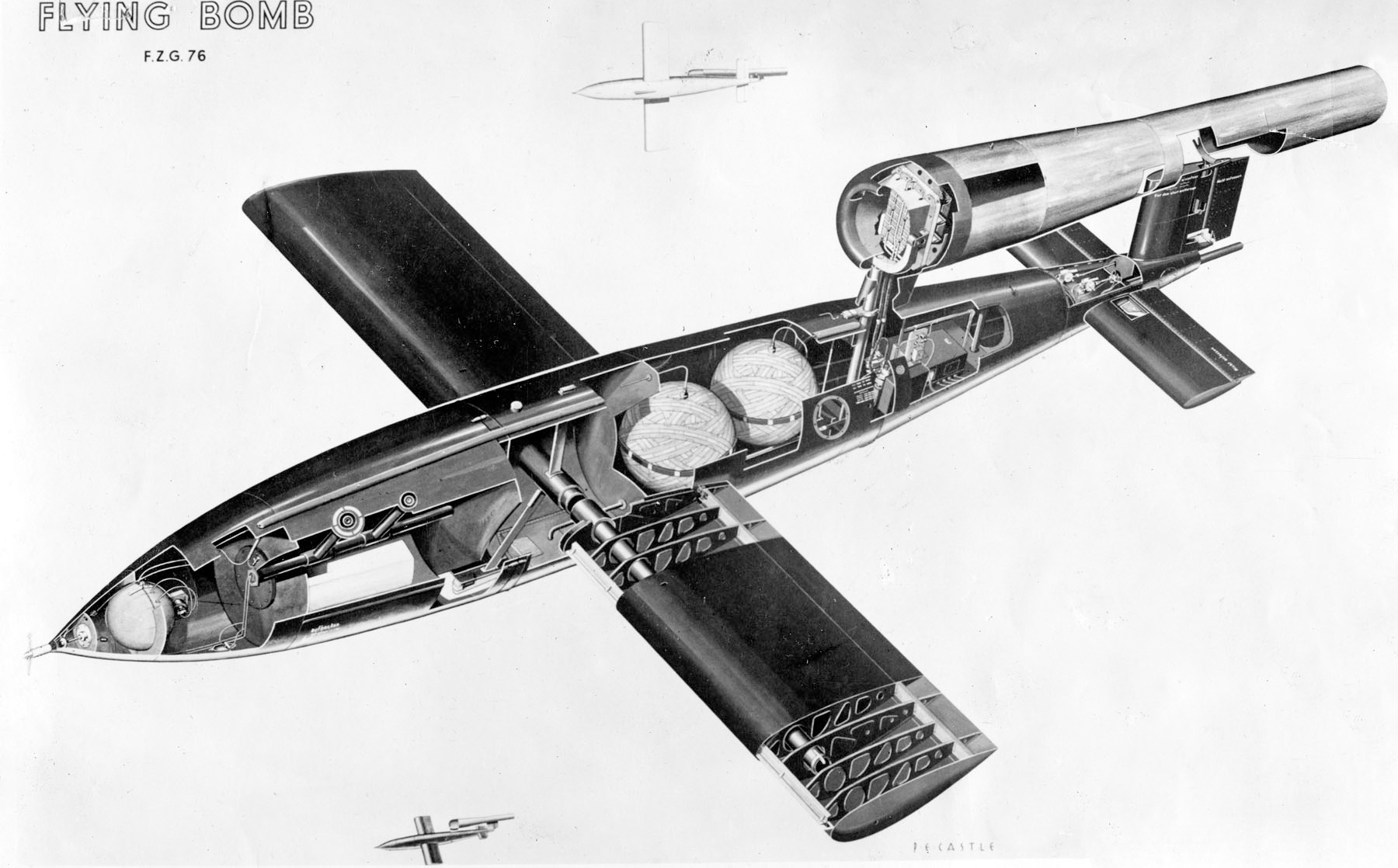
Крилата ракета V-1

V-1 або «Фау-1» (до 1944 мала кілька назв: Fieseler Fi-103, FZG-76, Kirschkern тощо) — перша в історії успішна крилата ракета. Являла собою моноплан з середнім розташуванням крила, над фюзеляжем кріпився пульсуючий повітряно-реактивний двигун (ПуПРД), що працював на бензині з октановим числом 75. Ракети запускали з наземних рамп з паровими катапультами або з літаків-бомбардувальників. Для навігації використовувалися магнітний компас та барометр, що вимірювали напрямок і висоту, передаючи поправки до керм напрямку й висоти. Протягом основної фази польоту ракета тримала висоту близько 1300 метрів і крейсерську швидкість від 480 до 675 км/год, залежно від робочої частоти двигуна, атмосферних умов та інших факторів. Пропелерний лічильник відмірював пройдену відстань, після досягнення заданого показника рулі блокувались і спойлери вводили ракету в піке донизу. Влучність варіювалась, наприклад, на віддалі близько 200 км у коло радіуса 13 км влучало 50 % ракет для ракет наземного запуску.
| Показник       | Значення                |
| -------------- | ----------------------- |
| Довжина        | 6,65 м                  |
| Розмах крила   | 5,33 м                  |
| Злітна маса    | 2200 кг                 |
| Бойова частина | фугасна, 850 кг, аматол |
| Радіус дії     | 200—210 км              |

У серпні 1943 був готовий полк Flakregiment 155(W) і розпочалось будівництво стартових майданчиків. Попри плани запуску в грудні того року, проблеми з виробництвом і бомбардування заводу Fieseler відтермінували початок запусків до 13 червня 1944 (невдовзі після висадки в Нормандії 6 червня). Складання ракет відбувалось на багатьох заводах у різних частинах Німеччини. Одним із найвідоміших є підземний завод Mittelwerk, що використовував рабську працю, виробництво V-1 на якому розпочалось у липні 1944. Пуски відбувались з Франції й тривали до кінця серпня 1944, коли війська Союзників наблизились до Па-де-Кале й підрозділи V-1 було відведено. Німці встигли випустити близько 8617 ракет по Лондону. 5913 зафіксовано над Великою Британією, з них 3852 збито, близько 2300 досягнули цілі. З 16 вересня до середини січня 1945 німці запустили близько 1200 ракет з бомбардувальників, з яких 638 зафіксовано над Великою Британією, 331 і 71 збито гарматами та винищувачами відповідно, 66 досягли Лондона та 169 прилетіли в навколишніх графствах. До 3 березня 1945 запуски припинили, а після цього запустили ще 275 ракет зі збільшеною дистанцією польоту, з яких 13 досягли Лондона. Крім Лондона, з 27 жовтня 1944 до 30 березня 1945 V-1 запускали по бельгійських Антверпену та Льєжу, перший з яких був надзвичайно важливим портом для Союзників. З 4883 виявлених навколо Антверпена ракет лише 211 досягли порту завдяки ефективній роботі зенітної артилерії.
Всього виготовлено 30 257 ракет, з них понад 10 тисяч запущено по Великій Британії та понад 12 тисяч — по Бельгії. Через них у Великій Британії загинули близько 5500 і зазнали поранень понад 16 000 цивільних осіб. У Бельгії загинули 3736 цивільних і 947 військових, зазнали поранень 8166 цивільних і 1909 військових.
Існував також проєкт Reichenberg, що являв собою версію V-1, керовану пілотом-смертником за зразком японських камікадзе. 150 ракет конвертували в такі машини, однак зрештою ідею відкинули через відсутність підхожих цілей.

### V-2

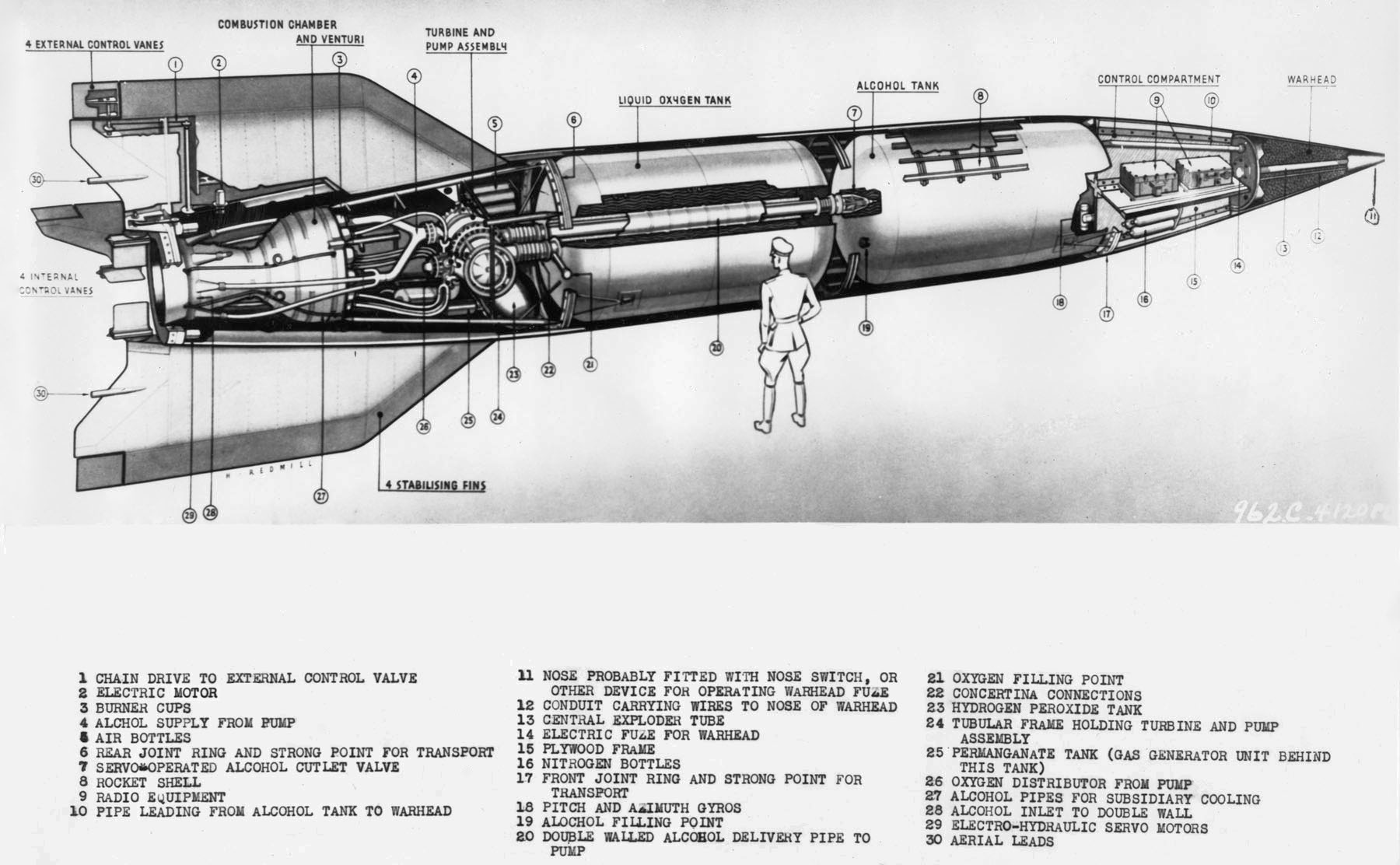
Балістична ракета V-2

V-2 або «Фау-2» (до 1944 мала назву Aggregat 4 або A-4) — перша в історії успішна балістична ракета. Являла собою видовжену ракету з чотирма стабілізаторами в задній частині. Ракета мала вагу близько 13,6 тонни та була озброєна бойовою частиною з вагою близько однієї тонни. Після запуску двигун працював 55 секунд, підіймаючи ракету на висоту 27—93,3 км, залежно від дистанції. Для наведення інерційна система передавала поправки на графітові лопатки, встановлені біля сопла та на стабілізаторах. Ракета падала на ціль зі швидкістю 1290 м/с (4640 км/год). Середнє кругове відхилення ракети від точки прицілювання становило 7—17 км.
| Показник       | Значення                |
| -------------- | ----------------------- |
| Довжина        | 14 м                    |
| Злітна маса    | 12 417 кг               |
| Бойова частина | фугасна, 730 кг, аматол |
| Радіус дії     | 314 км                  |

Ракети виготовляли передусім на підземному заводі Міттельверк рабською працею з концентраційного табору Міттельбау-Дора неподалік. Завод збудували у вересні 1943 року під керівництвом бригадефюрера СС Ганса Каммлера, що раніше будував табори смерті Аушвіц-Біркенау та Майданек. Умови життя та праці на ньому були жахливі, з 60 тисяч людей, які пройшли через табір і завод, близько третини загинули внаслідок хвороб, голоду, страт і «маршів смерті» під час евакуації 1945 року. З них смерть 10 тисяч пов'язана саме з виробництвом A-4. На інших виробничих установах A-4 також загинули близько 5 тисяч, таким чином, виробництво ракети забрало втричі більше життів, ніж удари цими ракетами. В другій половині 1944 Каммлер очолив і бойове застосування V-2 за наполяганням Гітлера.
Попри те, що виробництво ракет і будівництво бункерів для запуску розпочалось ще 1943 року, виявлені проблеми та висадка в Нормандії відтермінували бойове застосування до вересня 1944 року. Просування Союзників змусило запускати ракети не з вартісних бункерів у Франції, а з мобільних пускових установок. Перший вдалий бойовий запуск відбувся 8 вересня по Парижу, а наприкінці місяця розпочались пуски по головних цілях, Лондону та Антверпену. Всього виготовлено 6422 ракет, з них запущено 3172: 1610 по Антверпену, 1358 по Лондону та в незначних кількостях по інших містах. У Лондоні ракети забрали життя 2754 цивільних осіб і поранили 6523.
У серії Aggregat існували й більш екзотичні варіанти, як A9 та A10, що були другою та першою ступенями проєкту міжконтинентальної балістичної ракети Amerika-Rakete для атак на США. Крім того, розробляли варіанти для пуску A-4 по США з підводних човнів.

### V-3

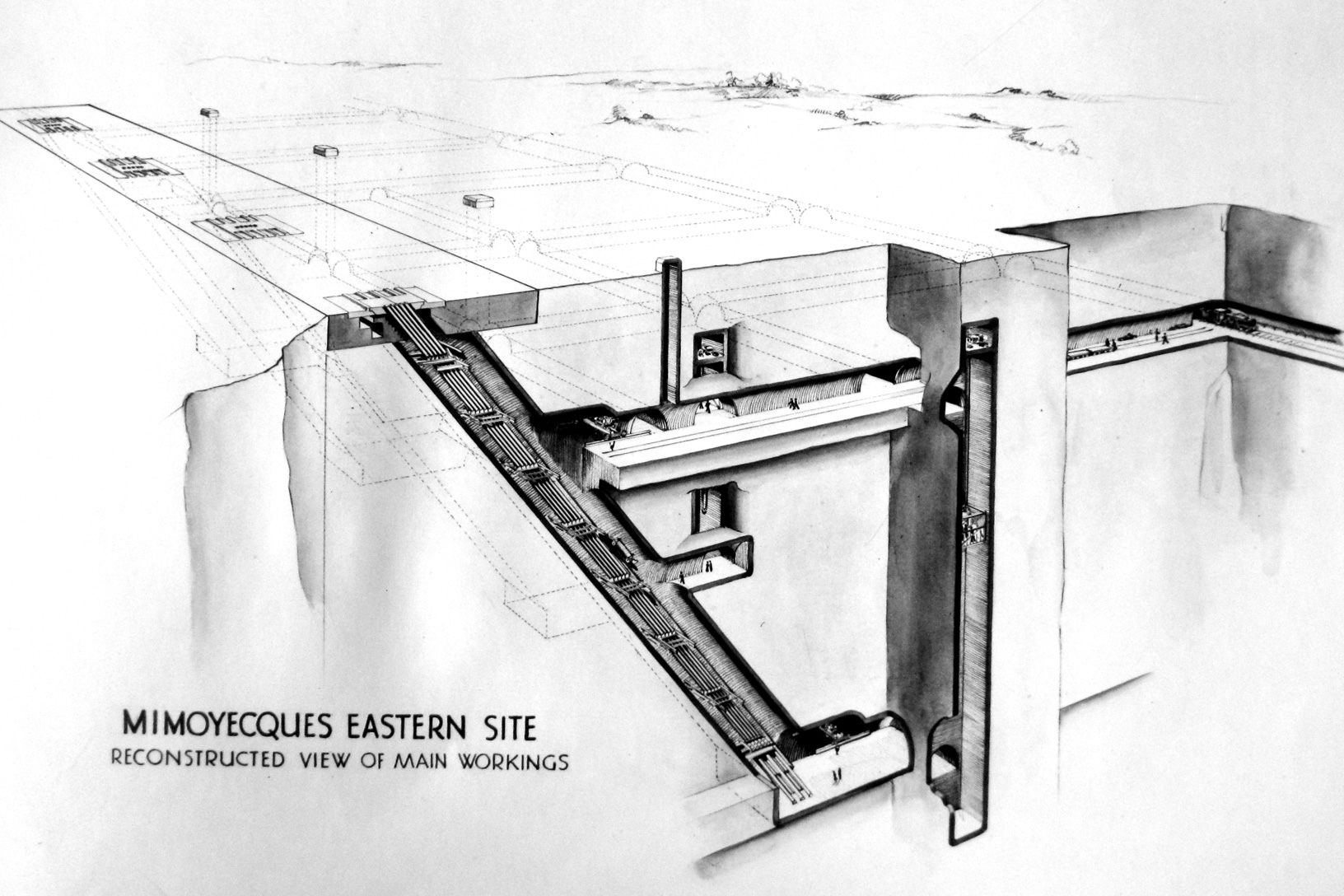
Артилерійська система V-3, батарея Фортеця Мімоєк

V-3 або «Фау-3» (до 1944 мала назви Tausenfüßler і Hochdruckpumpe) — артилерійська система багатокаморної конструкції, найдалекобійніша артилерія Другої світової. Головна установка мала 50 стволів, кожен завдовжки 150 метрів і теоретично могла вести вогонь з темпом 200—600 пострілів на годину. На відміну від звичайних гармат, кожен ствол цієї установки мав кілька камор з метальним зарядом, які запалювались після прольоту снаряда. У теорії ця конструкція мала розганяти снаряд до швидкості 1500—2000 м/с (5400—7200 км/год) для забезпечення віддалі 170 км. 150-мм стрілоподібний снаряд важив 140 кг і мав 25 кг вибухівки. Попри активний пошук документації та свідчень, точні балістичні дані та результати досліджень невідомі.
Головна батарея Мімоєк була збудована під землею в Па-де-Кале й нерухомо націлена на Лондон. У вересні 1943 розпочалось повноцінне будівництво. Воно тривало попри удари бомбардувальників, які, хоч і затримували процес, не були здатні зірвати його остаточно. Проте 6 липня 1944 року британські бомбардувальники атакували бункер 5400-кг бетонобійними бомбами Tallboy, знищивши його. В результаті загинули близько 2 тисяч французів, що займались будівництвом комплексу. Наприкінці 1944 року Каммлер зацікавився цією розробкою та замовив виробництво нових систем. Збудували дві системи, націлені на місто Люксембург, однак виробництво боєприпасів було дуже повільне. З грудня 1944 до лютого 1945 гармати випустили 183 снаряди, що вбили 10 і поранили 35 осіб.

### «V-4»
Існують численні згадки назви V-4 («Фау-4»), якою називають різні німецькі проєкти озброєння: ракету A9/A10, програму ядерного озброєння, Reichenberg або німецьку радіоактивну бомбу. Наприклад, в одній офіційній американській публікації 1946 року V-4 назвали Reichenberg. Однак офіційні німецькі свідчення про застосування такої назви відсутні.
Кандидатом на назву V-4 могла б стати некерована ракета Rheinbote, розроблювана з 1941 року. Вона мала 25 кг вибухівки й була здатна летіти на віддаль 150 км. У листопаді 1944 Каммлер замовив 300 ракет. Відомо про 45 пусків по Антверпену впродовж січня 1945, після чого Каммлер зрозумів безглуздість ракети й програму скасували.

## Розвідка та протидія Союзників

### Розвідка та перші удари

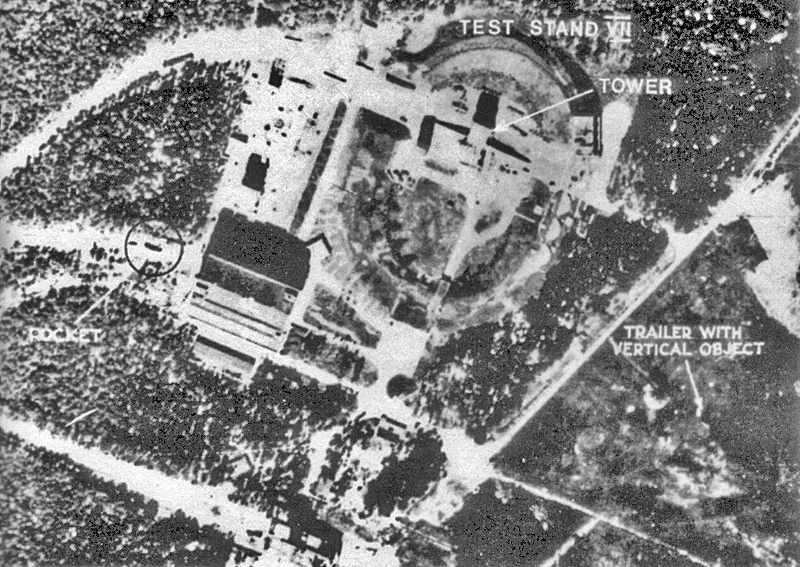
Аерофотознімок Пенемюнде за липень 1943

Перше вагоме свідчення про німецьку ракетну програму з'явилось ще 1939 року в «звіті Осло» (англ. Oslo Report), де розкрили дані про крилату бомбу Hs 293 на ранньому етапі розвитку, проте нових істотних даних не було до 1942 року. В грудні 1942 року данці повідомили Велику Британію про те, що Німеччина провела випробування ракети з бойовою віддаллю в 300 км. Подібні чутки походили й від німецьких офіцерів, захоплених у полон під час Північноафриканської кампанії. На початку 1943 року від поляків, яких відряджали на примусові роботи, стало відомо про досліди на Узедомі. Таким чином, на початку 1943 британці вже знали про важливість півострова Пенемюнде, хоч і не могли оцінити характеристики ракет. Крім того, з квітня 1943 було відомо про масштабне будівництво у Франції, однак з дослідами в Пенемюнде його пов'язувати ще було зарано.
У серпні Королівські повітряні сили здійснили авіаналіт на Пенемюнде (операція «Гідра»), однак через помилкове цілевказання удар прийшовся більшою мірою по житлу цивільних працівників, хоча й пошкодив виробничі потужності. В результаті Вермахт відкинув ідею масового виробництва там на користь Міттельверка, що додатково відклало початок пусків A-4 (V-2). Також у серпні американські бомбардувальники завдали удару по деяких бункерах у Франції. Наприкінці жовтня літаки-розвідники Королівських ПС сфотографували довгі споруди, які прозвали «лижними майданчиками» (англ. ski site), та пускові рампи, недвозначно спрямовані на Лондон. Станом на кінець жовтня 1943 британська розвідка знала про великі укріплені споруди Ваттен, Ельфо, Сіракур та інші в Па-де-Кале та на півострові Котантен. У листопаді з'явились фотографії з Пенемюнде, що показували невеликий літак (крилату ракету), а розвідувальний політ над Цемпіном показав такий літак на пусковій рампі.
Крім того, британська розвідка отримувала свідчення від очевидців. Наприкінці серпня 1943 року крилата ракета FZG-76 влучила в данський острів Борнгольм, і місцеві повстанці надіслали до Великої Британії фотографії місця падіння. В травні 1944 року польська Армія Крайова змогла отримати A-4 (V-2), що приземлилась неподалік від Варшави майже цілою при випробуваннях, й передати її на вивчення Союзникам (операція «Мост III»). У червні інша ракета розбилась у Швеції, й країна дозволила Союзникам дослідити уламки.

### Операція «Кроссбоу»

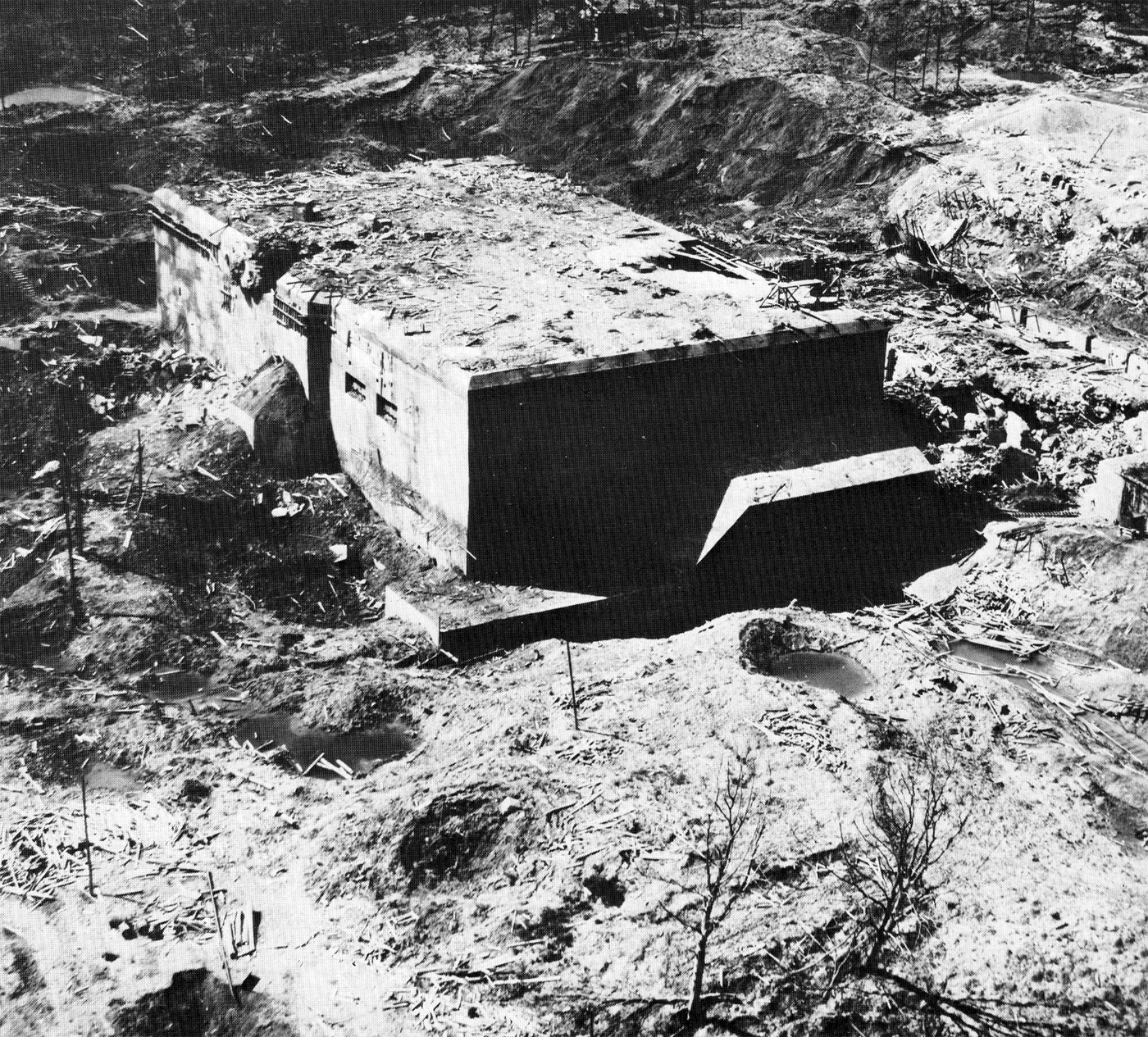
Пошкоджений бункер Еперлек (бункер)

У листопаді 1943 британське військове керівництво ввело кодове позначення Crossbow («арбалет») для німецького далекобійного озброєння та організувало низку комітетів для його дослідження. До кінця січня 1944 року ідентифікували 96 стартових майданчиків FZG-76 (V-1). Кампанія Союзників поділялась на дві фази. Перша тривала з серпня 1943 до червня 1944 й мала на меті передусім знищення важких бункерів і пускових майданчиків. Бомбардування вивели з ладу пускові об'єкти, що могли б завдати великої шкоди Великій Британії. Також уражено завод Fieseler, що виготовляв FZG-76. Результатом стало відкладення початку «відплати» до літа 1944. З грудня 1943 до червня 1944 Союзники скинули 36 200 кг бомб і втратили 154 літаки й 771 авіатора для атак на стартові майданчики FZG-76. Такі атаки становили майже 15 % всіх бомбардувань і близько 40 % розвідувальних польотів у цей період.
Друга фаза була значно менш ефективна, оскільки німці перейшли до застосування добре замаскованих підземних бункерів для V-1. Після висадки в Нормандії близько чверті вильотів авіації Союзників і близько 20% бомб призначались саме на протидію V-1. V-2 була невразлива не лише до збиття, але й на старті. Мобільні пускові установки було безглуздо атакувати важкими бомбардувальниками, натомість Союзники намагались зривати німецьку логістику, атакуючи конвої на дорогах і залізницях. Визволення Північної Франції та Бельгії в серпні — вересні 1944 де-факто завершило операцію, хоча формально вона не закінчувалась. За цей період втрачено 197 літаків і 1462 авіаторів.
За всю операцію скинуто близько 122 тисяч тонн. Окрім військових об'єктів, постраждали й місцеві мешканці: майже весь регіон Па-де-Кале зазнав серйозних руйнувань, близько 3600 жителів загинули й 10 тисяч зазнали поранень.

## Оцінки ефективності

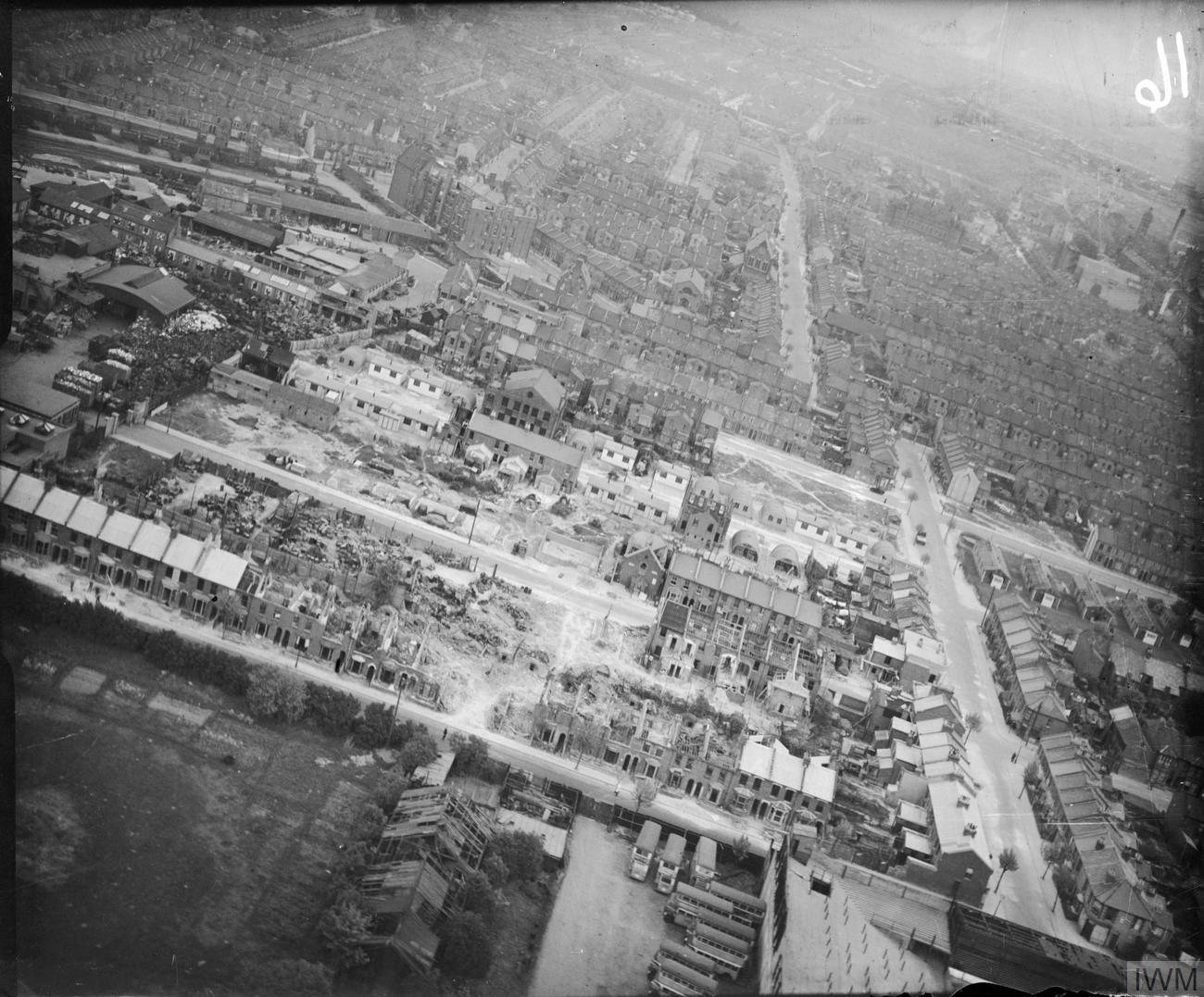
Руйнування в Лондоні від влучання V-2

Економічна ефективність «зброї відплати» була сумнівна. Зброя споживала майже половину дефіцитної вибухівки всього Вермахту заради вбивства кількох тисяч цивільних у Великій Британії та Бельгії. При цьому Німеччина зазнавала значного дефіциту ресурсів, зокрема, для забезпечення зенітної артилерії та розроблення зенітних ракет Wasserfall. Після війни райхсміністр озброєнь і боєприпасів Альберт Шпеер, який був одним із кураторів «зброї відплати», шкодував про неї :
|  | Я досі думаю, що ця [зенітна] ракета разом з реактивними винищувачами відбила би повітряні напади Західних Союзників на нашу промисловість з весни 1944. Натомість величезні зусилля та витрати пішли на розроблення та виробництво далекобійних ракет, які виявились, коли вони зрештою були готові до використання восени 1944, повним провалом. Ці ракети, які були нашою гордістю й на певний час моїми улюбленими проєктами, виявились нічим іншим, як помилковим вкладенням. До того ж вони були однією з причин, чому ми програли оборонну повітряну війну. |

Вартість розроблення та виробництва V-2 зіставна з американським Мангеттенським проєктом, хоча все її бойове застосування доправило до противника менше вибухівки, ніж на це був здатен один великий наліт бомбардувальників Союзників. За іншими оцінками, вартість програми V-зброї втричі більша за Мангеттенський проєкт і зіставна з вартістю 24 тисяч винищувачів. Хоча вона залякувала людей, істотного впливу на бойовий дух вона не мала, бо на час її застосування вже виднівся кінець війни. V-зброя могла задовольняти прагнення Гітлера до помсти, однак її бойова ефективність була практично відсутня через украй низьку точність.
V-1 виявилась значно економічно ефективнішою зброєю за V-2. Одна ракета коштувала 5000 райхсмарок проти 121 000 для V-2. Її вразливість перед засобами ППО парадоксально виявилась і перевагою, оскільки Союзники були змушені розгортати складні й вартісні протиповітряні системи навколо Лондона, Антверпена та Льєжа. Оборона та бомбардувальні удари проти V-1 коштували непропорційно дорого, однак Союзники могли собі це дозволити, на відміну від німецької економіки, що була в скрутному становищі. Оборонні заходи проти V-2 були неможливі на той час через її швидкість і висоту польоту.
Однією з причин неефективності була нездатність німців оцінити результати ударів. Розвідувальні польоти над Великою Британією були практично неможливі, тому за відсутності даних у реальному часі німці могли покладатись лише на своїх агентів. Велика Британія при цьому обмежувала інформацію про влучання.

## Післявоєнний вплив

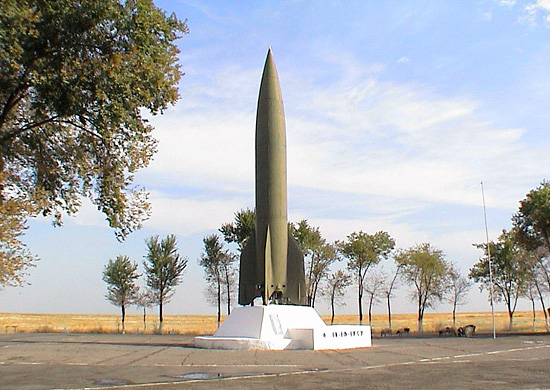
Р-1, радянська копія V-2

V-1 та V-2 відіграли важливу роль у розвитку озброєння інших країн. Наприкінці війни розпочались перегони між США, СРСР і Великою Британією за збір зразків секретного німецького озброєння. Попри думку, що ця зброя з'явилась занадто пізно, насправді вона з'явилась зарано — за кілька десятиліть до того, як технології дозволили б втілення ефективних зразків такого типу.
V-2 викликала особливий ентузіазм, оскільки її двигун і система наведення істотно випереджали будь-що створене на той час. У квітні 1945, незадовго до падіння Райху, Гітлер наказав ліквідувати ключових розробників ракет, однак вони вирішили перейти на бік переможців війни. США змогли вивезти багато інформації та обладнання з Міттельверка, а також отримали у своє розпорядження головних розробників V-2 — Вальтера Дорнберґера та Вернера фон Брауна (операція «Пейперкліп»). СРСР також отримав значну кількість інформації, полігон Пенемюнде та інженера Гельмута Ґреттрупа. V-2 та її розробники мали величезний вплив на розроблення ракетної зброї та космічних проєктів обох країн, посприявши перегонам озброєнь і космічним перегонам. Наприклад, фон Браун початково оточував американську програму балістичних ракет, а пізніше перейшов до НАСА. Прямими послідовниками V-2 стали американська серія Hermes і радянські Р-1 та Р-2.
V-1 також викликала інтерес. Ще 1944 року в США зібрали копію з назвою JB-2 й розпочали активні випробування. В СРСР також створили копію 10Х. Однак для своїх наступних крилатих ракет Regulus і КС-1 обидві країни обрали турбореактивні двигуни, що вже не були похідними V-1.
Одним із відголосів німецької «зброї відплати» стала збройна програма Іраку наприкінці XX століття. Як і Третій Райх, Ірак не мав достатньо ефективної авіації, тому покладався на численні тактичні балістичні ракети Р-17. Також там розробляли супергармату «Вавилон», подібну до V-3 своєю стаціонарністю.